# Saint-Thuriau
Saint-Thuriau település Franciaországban, Morbihan megyében. Lakosainak száma 1880 fő (2022. január 1.). Saint-Thuriau Noyal-Pontivy, Le Sourn, Pontivy, Évellys és Pluméliau-Bieuzy községekkel határos.

## Népesség
A település népessége az elmúlt években az alábbi módon változott:
| Lakosok száma | 1007 | 1517 | 1705 | 1869 | 1849 | 1854 | 1863 | 1865 | 1869 | 1880 |
|               | 1968 | 1982 | 1990 | 2006 | 2013 | 2015 | 2017 | 2019 | 2020 | 2022 |